# Likhoslavl
Likhoslavl - Лихославль (rus) - és una ciutat de l'óblast de Tver, a Rússia. És a 41 km al nord-oest de Tver, a la línia ferroviària Moscou-Sant Petersburg.

## Història
Likhoslavl es desenvolupà com un centre urbà a l'emplaçament dels assentaments d'Ostaixkovo, fundat el 1624, i Likhoslavl, mencionat per primer cop a començaments del segle xix. Tots dos assentaments es feren importants econòmicament arran de la construcció del ferrocarril que unia Moscou i Sant Petersburg el 1851, i que també uneix Likhoslavl amb les ciutats de Torjok, Rjev i Viazma el 1870. Aconseguí l'estatus de ciutat el 1925 en reunir-se el poble i l'assentament de l'estació. Entre el 1937 i el 1939 fou el centre administratiu del Cercle Nacional de carelis de l'óblast de Tver.

## Demografia
| 1939  | 1959  | 1970   | 1979   | 1989   | 2002   | 2008   | 2009   | 2014   |
| ----- | ----- | ------ | ------ | ------ | ------ | ------ | ------ | ------ |
| 7 700 | 9 500 | 11 700 | 12 800 | 13 449 | 12 515 | 11 843 | 11 838 | 12 078 |